# Byadar-Aralikatti, Mudhol
Byadar-Aralikatti là một làng thuộc tehsil Mudhol, huyện Bagalkot, bang Karnataka, Ấn Độ.